# Pájer Antal
Pájer Antal (Maklár, 1817. május 20. – Jászapáti, 1881. június 4.) költő, római katolikus pap.

## Élete
Egerben, Gyöngyösön tanult. 1835-től egri kispap, az irodalmi kör egyik vezetője volt. 1842-ben szentelték pappá. A Heves megyei alispán házában nevelő, majd füzesabonyi káplán volt. 1844-től egri főszékesegyházi hitszónok, a tanítóképző tanára volt. 1848-tól tiszabábolnai, tiszafüredi, 1862-től jászapáti plébános volt. 1855-től esperes volt. 1865-től apát lett. Gyógykezelés céljából utazott Budapestre, ahol meghalt.
Vallásos költeményeket és elbeszéléseket írt; számos folyóirat, almanach munkatársa volt.

## Művei
- Pájer Antal versei (Pest, 1847)
- Villámok (vers, kiadta: Futó János, Pest, 1854)
- Szent Lant (vers, kiadta: Sujánszky Antal, Pest, 1857)
- Szent énekek a boldog szűz Mária tiszteletére (Eger, 1857)
- Orgona-virágok (vers, kiadta: Mindszenty Gedeon, Eger, 1858)
- Kazinczy Ferenc emlékezete (vers, Eger, 1860 (Tárkonyi Béla társszerzővel)

## Galéria
- Pájer Antal emléktáblája Jászapátiban
- Szent lant (1857)